# Big in Europe Vol. 1
Big in Europe Vol. 1 is een livealbum van Klaus Schulze en Lisa Gerrard. Het concert werd gegeven in Warschau ter gelegenheid van de 70ste “verjaardag” van de inval van de Sovjet-Unie in Polen gedurende de Tweede Wereldoorlog. Schulze, volgens eigen zeggen, is al sinds 1983 betrokken bij de Poolse kwestie. Hij droeg het concert en ook het album op aan de Poolse militairen die streden voor de bevrijding van hun land (en andere) in de Tweede Wereldoorlog. Schulze werden tweemaal onderscheiden tijdens de regering onder leiding van Lech Kaczyński. Toen het album in 2013 verscheen werd het tevens opgedragen aan alle slachtoffers van de Vliegramp bij Smolensk.
Het concert uit 2009 zou rechtstreeks uitgezonden worden via de Poolse Radio. Door opstartproblemen van Schulzes apparatuur kon het concert pas later beginnen en werd het korter dan gepland. Gerrard zong arioso vocalise.
Drie dagen later waren Schulze en Gerrard te vinden in Amsterdam; dat concert is vastgelegd op Big in Europe Vol. 2.

## Musici
- Klaus Schulze – toetsinstrumenten, elektronica zoals sequencer en loops
- Lisa Gerrard – zang (op 3 en 5)

## Muziek

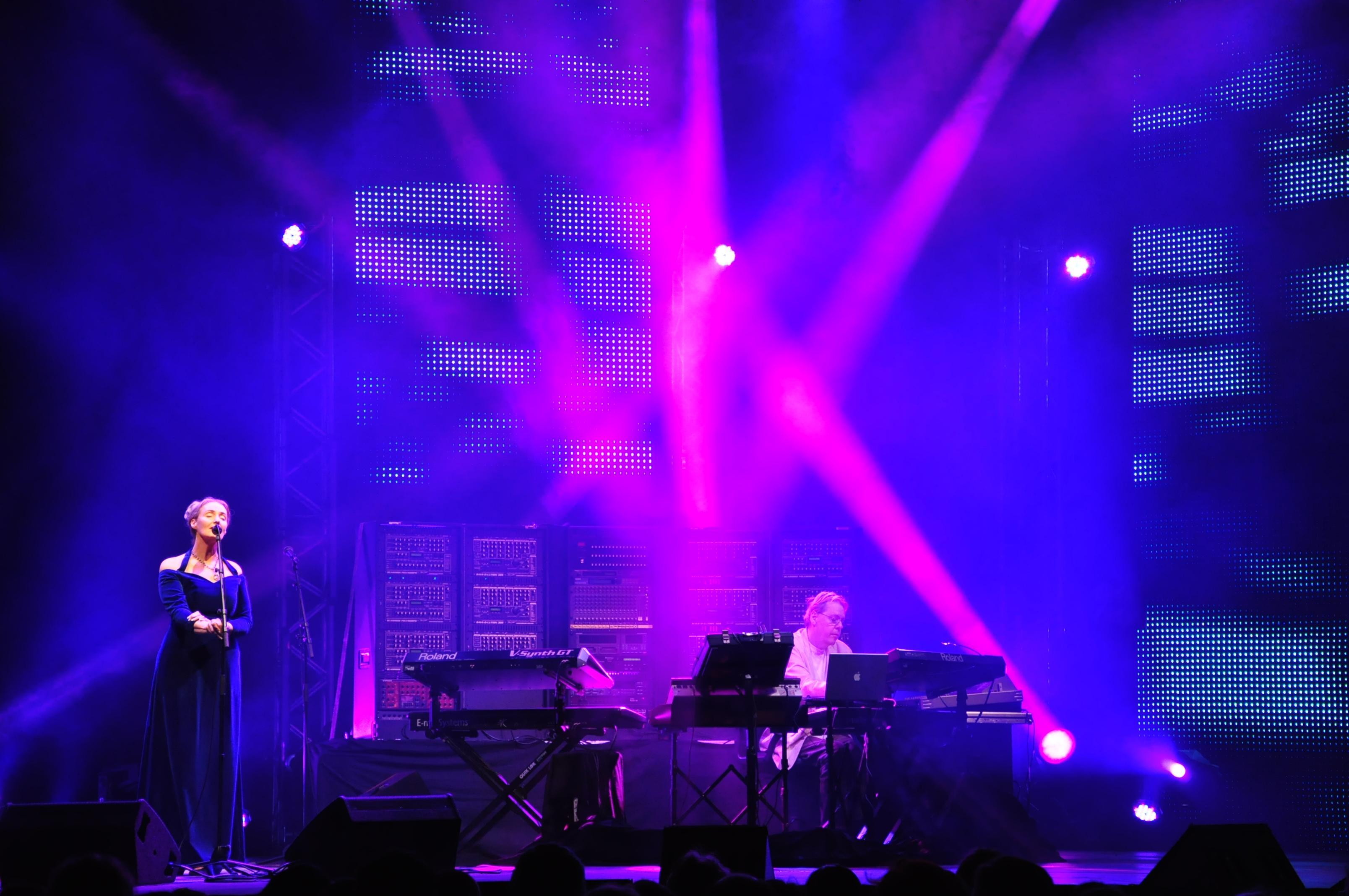
Schulze en Gerrard op 18 september 2009

Tracks 1, 2 en 3 worden achter elkaar doorgespeeld, net als tracks 4 en 5.

| Nr. | Titel                             | Duur  |
| --- | --------------------------------- | ----- |
| 1.  | Voices of Wielun                  | 7:47  |
| 2.  | Kampania Wrzesniowa               | 6:03  |
| 3.  | Selbsterkennende Ganzwerdung      | 27:21 |
| 4.  | A la recherche de printemps perdu | 6:58  |
| 5.  | The Da Varsaw code                | 10:28 |

Het album bevat tevens een dvd-versie van het concert, maar dan inclusief de introductie. Een tweede dvd is getiteld Moogumentary, een samentrekking van Moog en documentaire.